# Xpdf
Xpdf est un lecteur de PDF disponible sous la licence GNU GPL version 2.
Le projet Xpdf inclut également un extracteur de texte, un convertisseur PDF vers PostScript, ainsi que divers autres utilitaires. Certains de ces outils, comme pdftotext ou pdftops, peuvent être utilisés indépendamment de l’environnement graphique,,.
Xpdf fonctionne sur X Window System sur UNIX, VMS et OS/2. Les composants non X (pdftops, pdftotext) fonctionnent également sur Microsoft Windows et devraient fonctionner sur la plupart des systèmes avec un compilateur C++ correct.
Xpdf est conçu pour être petit et efficace. Il peut utiliser des polices de Type1, TrueType ou les polices standard de X.
Depuis la version 4.00, Xpdf est basé sur la bibliothèque graphique Qt. Les versions antérieures utilisaient Motif et étaient limitées aux systèmes Unix compatibles avec X11.
Xpdf peut décoder les fichiers compressés avec LZW et lire les fichiers PDF chiffrés. La version officielle respecte les restrictions DRM définies dans certains fichiers PDF, ce qui peut empêcher la copie, l’impression ou la conversion de ceux-ci. Il existe néanmoins des correctifs (patches) permettant d’ignorer ces restrictions ; par exemple, la distribution Debian applique ces correctifs par défaut.

## Ports
Xpdf a été porté sur plusieurs systèmes sous différents noms :
- !PDF pour RISC OS (pour Acorn)
- Apdf pour Amiga
- BePDF pour BeOS
- GPdf pour gnome
- KPDF pour KDE
- PalmPDF pour Palm OS version 5
- Pdf pour EPOC (Le système d'exploitation de Psion)
- qpdf2 pour OPIE (version embarquée de Qt pour les PDA iPAQ et Zaurus)

## Exploit de sécurité
Une vulnérabilité dans l’implémentation du format de fichier JBIG2 dans Xpdf — réutilisée dans le système d’exploitation iOS d’Apple — a été exploitée par le logiciel espion Pegasus pour mener une attaque de type zero-click sur des iPhone. Cette attaque consistait à construire une architecture informatique émulée à l’intérieur d’un flux JBIG2. Apple a corrigé cette faille, connue sous le nom de FORCEDENTRY, dans la version iOS 14.8, publiée en septembre 2021.

## Logiciels équivalents
- Adobe Reader
- Evince
- Aperçu pour Mac OS X
- Foxit Reader pour Windows.
- (en) Schubert|it PDF Browser plugin pour Mac OS X, gratuit pour les particuliers.
- GSView, avant tout un lecteur Postscript/Ghostscript.